# Friluftsmåleri

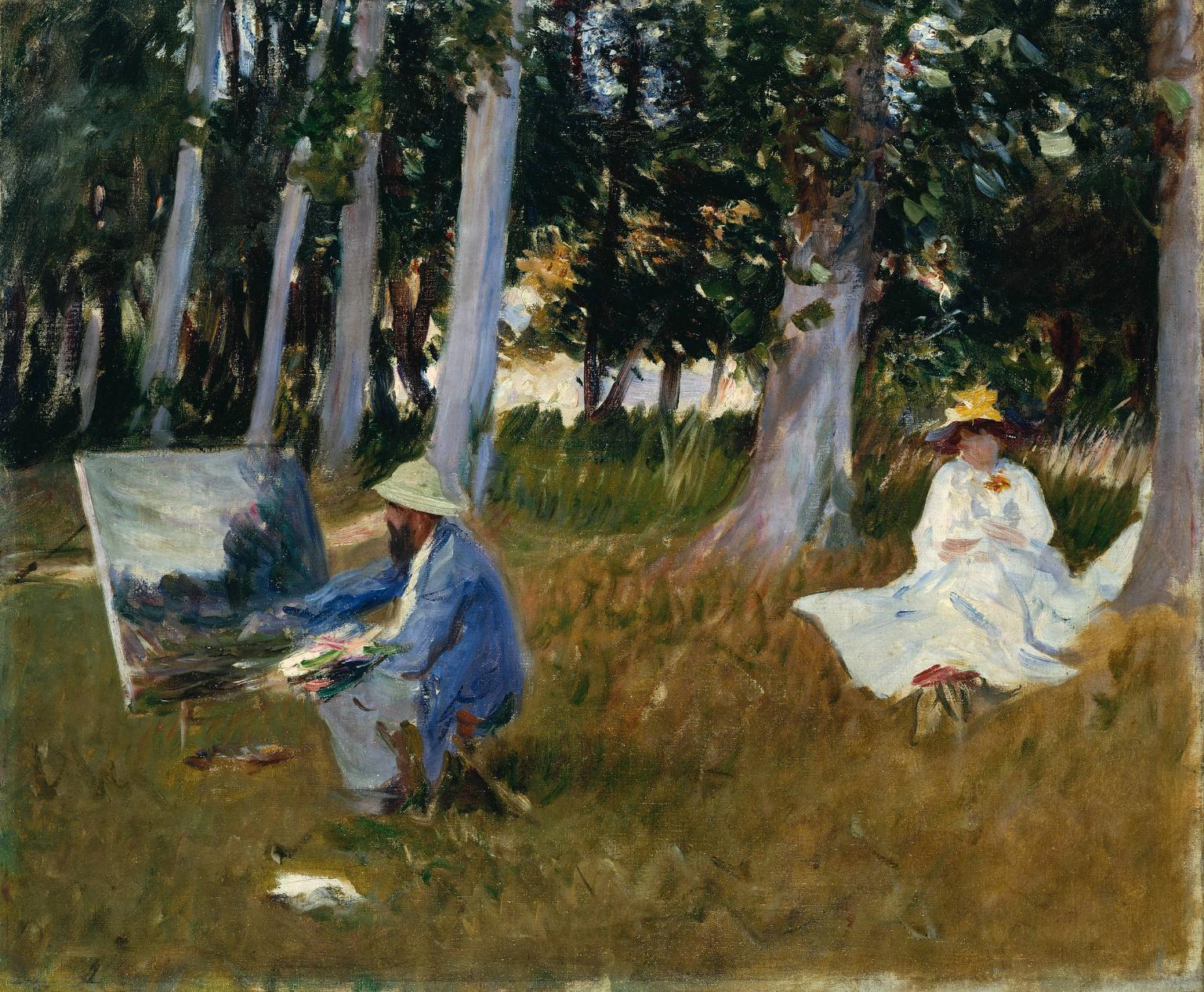
Målning föreställande Claude Monet i målartagen, av John Singer Sargent.

Friluftsmåleri (även kallat plein air eller pleinairism) är måleri som utövas ute i naturen under fri himmel, och inte inne i ateljén.
Konstnärerna eftersträvar framför allt att realistiskt avbilda de naturliga händelserna och stämningsvalörerna i ett landskap. Första ansatserna kan spåras i renässanskonsten, senare även i det nederländska landskapsmåleriet under 1500- och 1600-talen, men målningarna utfördes fortfarande i ateljén efter studier ute i naturen. Termen friluftsmåleri tillkom dock under mitten av 1800-talet och kom till Sverige strax därefter. Friluftsmåleriet kom senare att vara det en del av utbildningen vid Konstakademien i Stockholm.
Några konstnärer som använde sig av tekniken var Claude Monet, Camille Pissarro och Auguste Renoir. Några svenska Fanny Churberg, Per Ekström, Carl Fredrik Hill, Inge Schiöler och Alfred Wahlberg.